# Hietasaari (ö i Viitasaari)
Hietasaari är en ö i sjön Keitele i Finland. Den ligger i sjön Keitele och i kommunen Viitasaari i den ekonomiska regionen  Saarijärvi-Viitasaari och landskapet Mellersta Finland, i den centrala delen av landet, 300 km norr om huvudstaden Helsingfors. Öns area är 54,6 hektar och dess största längd är 1,3 kilometer i nord-sydlig riktning.